# Eleições autárquicas de 2021 em Almada
As eleições autárquicas de 2021 serviram para eleger os membros para os diferentes órgãos do poder local no Concelho de Almada.
O Partido Socialista, liderado pela presidente da Câmara eleita em 2017 Inês de Medeiros, conseguiu manter a autarquia conquistada nas eleições anteriores, reforçando a sua votação e ganhando com uma margem mais confortável que o esperado. Os socialistas conseguiram cerca de 40% dos votos e 5 vereadores.
A Coligação Democrática Unitária, que apostou em Maria das Dores Meira (autarca de Setúbal entre 2009 a 2021), falhou o objetivo de recuperar uma câmara que foi sua durante 41 anos. Os comunistas tiveram o seu pior resultado no concelho, obtendo pouco mais de 29% dos votos.
O Partido Social Democrata, que concorreu numa coligação com o CDS – Partido Popular e outros pequenos partidos de centro-direita, viu-se reduzido a uma votação de 10,7% votos e apenas 1 vereador, perdendo 1 em relação às eleições anteriores.
O Bloco de Esquerda, com Joana Mortágua novamente como candidata, manteve o seu lugar na vereação apesar de uma perda de votos, enquanto o Chega falhou por pouco a eleição de um vereador.

## Candidatos
| Lista | Lista                          | Candidato             |
| ----- | ------------------------------ | --------------------- |
|       | Partido Socialista             | Inês de Medeiros      |
|       | Coligação Democrática Unitária | Maria das Dores Meira |
|       | PSD-CDS-A-MPT-PPM              | Nuno Matias           |
|       | Bloco de Esquerda              | Joana Mortágua        |
|       | Pessoas–Animais–Natureza       | Vítor Pinto           |
|       | CHEGA                          | Manuel Matias         |
|       | Iniciativa Liberal             | Bruno Coimbra         |

## Resultados Oficiais

### Câmara Municipal
| Partido                 | Partido                        | Votos   | %               | +/-   | Vereadores | +/-     |
| ----------------------- | ------------------------------ | ------- | --------------- | ----- | ---------- | ------- |
|                         | Partido Socialista             | 28 203  | 39,87 / 100,00  | 8,41  | 5 / 11     | 1       |
|                         | Coligação Democrática Unitária | 21 006  | 29,69 / 100,00  | 1,15  | 4 / 11     | Estável |
|                         | PSD-CDS-A-MPT-PPM              | 7 574   | 10,71 / 100,00  | -     | 1 / 11     | -       |
|                         | Bloco de Esquerda              | 4 834   | 6,83 / 100,00   | 2,81  | 1 / 11     | Estável |
|                         | CHEGA                          | 3 980   | 5,63 / 100,00   | Novo  | 0 / 11     | Novo    |
|                         | Pessoas–Animais–Natureza       | 1 617   | 2,29 / 100,00   | 1,60  | 0 / 11     | Estável |
|                         | Iniciativa Liberal             | 1 391   | 1,97 / 100,00   | Novo  | 0 / 11     | Novo    |
| Votos Inválidos         | Votos Inválidos                | 2 138   | 3,02 / 100,00   | 1,98  |            |         |
| Total                   | Total                          | 70 743  | 100,00 / 100,00 |       | 11 / 11    |         |
| Eleitorado/Participação | Eleitorado/Participação        | 151 953 | 46,56 / 100,00  | 2,33  |            |         |
| Fonte                   | Fonte                          | [ 5 ]   | [ 5 ]           | [ 5 ] | [ 5 ]      | [ 5 ]   |

### Assembleia Municipal
| Partido                 | Partido                        | Votos   | %               | +/-   | Deputados | +/-     |
| ----------------------- | ------------------------------ | ------- | --------------- | ----- | --------- | ------- |
|                         | Partido Socialista             | 25 193  | 35,64 / 100,00  | 4,52  | 13 / 33   | 2       |
|                         | Coligação Democrática Unitária | 20 342  | 28,78 / 100,00  | 0,75  | 10 / 33   | 1       |
|                         | PSD-CDS-A-MPT-PPM              | 8 667   | 12,26 / 100,00  | -     | 4 / 33    | -       |
|                         | Bloco de Esquerda              | 5 669   | 8,02 / 100,00   | 3,01  | 3 / 33    | 1       |
|                         | CHEGA                          | 4 320   | 6,11 / 100,00   | Novo  | 2 / 33    | Novo    |
|                         | Pessoas–Animais–Natureza       | 2 456   | 3,47 / 100,00   | 1,49  | 1 / 33    | Estável |
|                         | Iniciativa Liberal             | 1 748   | 2,47 / 100,00   | Novo  | 0 / 33    | Novo    |
| Votos Inválidos         | Votos Inválidos                | 2 291   | 3,25 / 100,00   | 1,99  |           |         |
| Total                   | Total                          | 70 686  | 100,00 / 100,00 |       | 33 / 33   |         |
| Eleitorado/Participação | Eleitorado/Participação        | 151 953 | 46,52 / 100,00  | 2,29  |           |         |
| Fonte                   | Fonte                          | [ 5 ]   | [ 5 ]           | [ 5 ] | [ 5 ]     | [ 5 ]   |

### Juntas de Freguesia
| Partido                 | Partido                        | Votos   | %               | +/-   | Presidentes | +/-     | Mandatos | +/-   |
| ----------------------- | ------------------------------ | ------- | --------------- | ----- | ----------- | ------- | -------- | ----- |
|                         | Partido Socialista             | 26 576  | 37,53 / 100,00  | 4,02  | 4 / 5       | 2       | 38 / 91  | 1     |
|                         | Coligação Democrática Unitária | 21 044  | 29,72 / 100,00  | 1,07  | 1 / 5       | 2       | 30 / 91  | 1     |
|                         | PSD-CDS-A-MPT-PPM              | 8 925   | 12,60 / 100,00  | -     | 0 / 5       | -       | 12 / 91  | -     |
|                         | Bloco de Esquerda              | 5 817   | 8,21 / 100,00   | 3,22  | 0 / 5       | Estável | 6 / 91   | 4     |
|                         | CHEGA                          | 4 148   | 5,86 / 100,00   | Novo  | 0 / 5       | Novo    | 5 / 91   | Novo  |
|                         | Iniciativa Liberal             | 1 832   | 2,59 / 100,00   | Novo  | 0 / 5       | Novo    | 0 / 91   | Novo  |
| Votos Inválidos         | Votos Inválidos                | 2 475   | 3,50 / 100,00   | 2,28  |             |         |          |       |
| Total                   | Total                          | 70 817  | 100,00 / 100,00 |       | 5 / 5       |         | 91 / 91  |       |
| Eleitorado/Participação | Eleitorado/Participação        | 151 953 | 46,60 / 100,00  | 1,37  |             |         |          |       |
| Fonte                   | Fonte                          | [ 5 ]   | [ 5 ]           | [ 5 ] | [ 5 ]       | [ 5 ]   | [ 5 ]    | [ 5 ] |

## Resultados por Freguesia

### Câmara Municipal
| Freguesia                                  | %     | %     | %                     | %    | %    | %    | %    | Votantes |
| Freguesia                                  | PS    | CDU   | PSD- CDS- A- MPT- PPM | BE   | CH   | PAN  | IL   | Votantes |
| ------------------------------------------ | ----- | ----- | --------------------- | ---- | ---- | ---- | ---- | -------- |
| Freguesia                                  |       |       |                       |      |      |      |      | Votantes |
| Almada, Cova da Piedade, Pragal e Cacilhas | 37,53 | 34,44 | 10,00                 | 7,61 | 4,23 | 2,05 | 1,54 | 21 511   |
| Caparica e Trafaria                        | 38,58 | 32,16 | 8,78                  | 6,58 | 6,51 | 2,30 | 1,50 | 9 014    |
| Charneca de Caparica e Sobreda             | 45,14 | 21,97 | 12,94                 | 5,93 | 5,78 | 2,47 | 2,63 | 20 076   |
| Costa de Caparica                          | 40,30 | 22,42 | 15,20                 | 6,84 | 6,47 | 2,84 | 2,82 | 5 598    |
| Laranjeiro e Feijó                         | 36,66 | 34,60 | 8,14                  | 7,08 | 6,60 | 2,17 | 1,65 | 14 544   |
| Almada                                     | 39,87 | 29,69 | 10,71                 | 6,83 | 5,63 | 2,29 | 1,97 | 70 743   |

#### Almada, Cova da Piedade, Pragal e Cacilhas
| Partido                 | Partido                        | Votos  | %               | +/-  |
| ----------------------- | ------------------------------ | ------ | --------------- | ---- |
|                         | Partido Socialista             | 8 074  | 37,53 / 100,00  | 9,75 |
|                         | Coligação Democrática Unitária | 7 409  | 34,44 / 100,00  | 0,30 |
|                         | PSD-CDS-A-MPT-PPM              | 2 151  | 10,00 / 100,00  | -    |
|                         | Bloco de Esquerda              | 1 638  | 7,61 / 100,00   | 3,85 |
|                         | CHEGA                          | 910    | 4,23 / 100,00   | Novo |
|                         | Pessoas–Animais–Natureza       | 440    | 2,05 / 100,00   | 1,52 |
|                         | Iniciativa Liberal             | 331    | 1,54 / 100,00   | Novo |
| Votos Inválidos         | Votos Inválidos                | 558    | 2,59 / 100,00   | 2,07 |
| Total                   | Total                          | 21 511 | 100,00 / 100,00 |      |
| Eleitorado/Participação | Eleitorado/Participação        | 43 177 | 49,82 / 100,00  | 2,70 |

#### Caparica e Trafaria
| Partido                 | Partido                        | Votos  | %               | +/-  |
| ----------------------- | ------------------------------ | ------ | --------------- | ---- |
|                         | Partido Socialista             | 3 478  | 38,58 / 100,00  | 6,33 |
|                         | Coligação Democrática Unitária | 2 899  | 32,16 / 100,00  | 1,05 |
|                         | PSD-CDS-A-MPT-PPM              | 791    | 8,78 / 100,00   | -    |
|                         | Bloco de Esquerda              | 593    | 6,58 / 100,00   | 2,04 |
|                         | CHEGA                          | 587    | 6,51 / 100,00   | Novo |
|                         | Pessoas–Animais–Natureza       | 207    | 2,30 / 100,00   | 1,34 |
|                         | Iniciativa Liberal             | 135    | 1,50 / 100,00   | Novo |
| Votos Inválidos         | Votos Inválidos                | 324    | 3,60 / 100,00   | 1,53 |
| Total                   | Total                          | 9 014  | 100,00 / 100,00 |      |
| Eleitorado/Participação | Eleitorado/Participação        | 22 158 | 40,68 / 100,00  | 1,43 |

#### Charneca de Caparica e Sobreda
| Partido                 | Partido                        | Votos  | %               | +/-   |
| ----------------------- | ------------------------------ | ------ | --------------- | ----- |
|                         | Partido Socialista             | 9 063  | 45,14 / 100,00  | 10,60 |
|                         | Coligação Democrática Unitária | 4 411  | 21,97 / 100,00  | 3,04  |
|                         | PSD-CDS-A-MPT-PPM              | 2 597  | 12,94 / 100,00  | -     |
|                         | Bloco de Esquerda              | 1 191  | 5,93 / 100,00   | 2,43  |
|                         | CHEGA                          | 1 161  | 5,78 / 100,00   | Novo  |
|                         | Iniciativa Liberal             | 527    | 2,63 / 100,00   | Novo  |
|                         | Pessoas–Animais–Natureza       | 495    | 2,47 / 100,00   | 1,99  |
| Votos Inválidos         | Votos Inválidos                | 631    | 3,14 / 100,00   | 2,29  |
| Total                   | Total                          | 20 076 | 100,00 / 100,00 |       |
| Eleitorado/Participação | Eleitorado/Participação        | 39 842 | 50,39 / 100,00  | 3,85  |

#### Costa de Caparica
| Partido                 | Partido                        | Votos  | %               | +/-  |
| ----------------------- | ------------------------------ | ------ | --------------- | ---- |
|                         | Partido Socialista             | 2 256  | 40,30 / 100,00  | 0,50 |
|                         | Coligação Democrática Unitária | 1 255  | 22,42 / 100,00  | 2,63 |
|                         | PSD-CDS-A-MPT-PPM              | 851    | 15,20 / 100,00  | -    |
|                         | Bloco de Esquerda              | 383    | 6,84 / 100,00   | 0,30 |
|                         | CHEGA                          | 362    | 6,47 / 100,00   | Novo |
|                         | Pessoas–Animais–Natureza       | 159    | 2,84 / 100,00   | 1,60 |
|                         | Iniciativa Liberal             | 158    | 2,82 / 100,00   | Novo |
| Votos Inválidos         | Votos Inválidos                | 174    | 3,11 / 100,00   | 1,12 |
| Total                   | Total                          | 5 598  | 100,00 / 100,00 |      |
| Eleitorado/Participação | Eleitorado/Participação        | 12 353 | 45,32 / 100,00  | 0,44 |

#### Laranjeiro e Feijó
| Partido                 | Partido                        | Votos  | %               | +/-  |
| ----------------------- | ------------------------------ | ------ | --------------- | ---- |
|                         | Partido Socialista             | 5 332  | 36,66 / 100,00  | 7,17 |
|                         | Coligação Democrática Unitária | 5 032  | 34,60 / 100,00  | 1,26 |
|                         | PSD-CDS-A-MPT-PPM              | 1 184  | 8,14 / 100,00   | -    |
|                         | Bloco de Esquerda              | 1 029  | 7,08 / 100,00   | 2,99 |
|                         | CHEGA                          | 960    | 6,60 / 100,00   | Novo |
|                         | Pessoas–Animais–Natureza       | 316    | 2,17 / 100,00   | 1,46 |
|                         | Iniciativa Liberal             | 240    | 1,65 / 100,00   | Novo |
| Votos Inválidos         | Votos Inválidos                | 451    | 3,10 / 100,00   | 2,13 |
| Total                   | Total                          | 14 544 | 100,00 / 100,00 |      |
| Eleitorado/Participação | Eleitorado/Participação        | 34 423 | 42,25 / 100,00  | 1,62 |

### Assembleia Municipal
| Freguesia                                  | %     | %     | %                     | %    | %    | %    | %    | Votantes |
| Freguesia                                  | PS    | CDU   | PSD- CDS- A- MPT- PPM | BE   | CH   | PAN  | IL   | Votantes |
| ------------------------------------------ | ----- | ----- | --------------------- | ---- | ---- | ---- | ---- | -------- |
| Freguesia                                  |       |       |                       |      |      |      |      | Votantes |
| Almada, Cova da Piedade, Pragal e Cacilhas | 33,13 | 33,25 | 11,57                 | 9,25 | 4,70 | 3,30 | 2,05 | 21 502   |
| Caparica e Trafaria                        | 35,01 | 31,97 | 9,77                  | 7,44 | 7,06 | 3,35 | 1,74 | 9 011    |
| Charneca de Caparica e Sobreda             | 40,17 | 21,06 | 14,89                 | 6,89 | 6,34 | 3,72 | 3,41 | 20 076   |
| Costa de Caparica                          | 35,28 | 20,86 | 17,77                 | 7,70 | 7,16 | 4,41 | 3,43 | 5 598    |
| Laranjeiro e Feijó                         | 33,62 | 33,90 | 9,08                  | 8,24 | 6,89 | 3,11 | 1,90 | 14 499   |
| Almada                                     | 35,64 | 28,78 | 12,26                 | 8,02 | 6,11 | 3,47 | 2,47 | 70 686   |

#### Almada, Cova da Piedade, Pragal e Cacilhas
| Partido                 | Partido                        | Votos  | %               | +/-  |
| ----------------------- | ------------------------------ | ------ | --------------- | ---- |
|                         | Coligação Democrática Unitária | 7 150  | 33,25 / 100,00  | 0,72 |
|                         | Partido Socialista             | 7 124  | 33,13 / 100,00  | 5,40 |
|                         | PSD-CDS-A-MPT-PPM              | 2 487  | 11,57 / 100,00  | -    |
|                         | Bloco de Esquerda              | 1 989  | 9,25 / 100,00   | 3,48 |
|                         | CHEGA                          | 1 011  | 4,70 / 100,00   | Novo |
|                         | Pessoas–Animais–Natureza       | 709    | 3,30 / 100,00   | 1,58 |
|                         | Iniciativa Liberal             | 440    | 2,05 / 100,00   | Novo |
| Votos Inválidos         | Votos Inválidos                | 592    | 2,75 / 100,00   | 2,20 |
| Total                   | Total                          | 21 502 | 100,00 / 100,00 |      |
| Eleitorado/Participação | Eleitorado/Participação        | 43 177 | 49,80 / 100,00  | 2,68 |

#### Caparica e Trafaria
| Partido                 | Partido                        | Votos  | %               | +/-  |
| ----------------------- | ------------------------------ | ------ | --------------- | ---- |
|                         | Partido Socialista             | 3 155  | 35,01 / 100,00  | 3,18 |
|                         | Coligação Democrática Unitária | 2 881  | 31,97 / 100,00  | 0,76 |
|                         | PSD-CDS-A-MPT-PPM              | 880    | 9,77 / 100,00   | -    |
|                         | Bloco de Esquerda              | 670    | 7,44 / 100,00   | 3,05 |
|                         | CHEGA                          | 636    | 7,06 / 100,00   | Novo |
|                         | Pessoas–Animais–Natureza       | 302    | 3,35 / 100,00   | 0,86 |
|                         | Iniciativa Liberal             | 157    | 1,74 / 100,00   | Novo |
| Votos Inválidos         | Votos Inválidos                | 330    | 3,66 / 100,00   | 1,61 |
| Total                   | Total                          | 9 011  | 100,00 / 100,00 |      |
| Eleitorado/Participação | Eleitorado/Participação        | 22 158 | 40,67 / 100,00  | 1,43 |

#### Charneca de Caparica e Sobreda
| Partido                 | Partido                        | Votos  | %               | +/-  |
| ----------------------- | ------------------------------ | ------ | --------------- | ---- |
|                         | Partido Socialista             | 8 064  | 40,17 / 100,00  | 6,49 |
|                         | Coligação Democrática Unitária | 4 228  | 21,06 / 100,00  | 2,73 |
|                         | PSD-CDS-A-MPT-PPM              | 2 989  | 14,89 / 100,00  | -    |
|                         | Bloco de Esquerda              | 1 384  | 6,89 / 100,00   | 2,51 |
|                         | CHEGA                          | 1 273  | 6,34 / 100,00   | Novo |
|                         | Pessoas–Animais–Natureza       | 747    | 3,72 / 100,00   | 1,79 |
|                         | Iniciativa Liberal             | 684    | 3,41 / 100,00   | Novo |
| Votos Inválidos         | Votos Inválidos                | 707    | 3,52 / 100,00   | 2,20 |
| Total                   | Total                          | 20 076 | 100,00 / 100,00 |      |
| Eleitorado/Participação | Eleitorado/Participação        | 39 842 | 50,39 / 100,00  | 3,87 |

#### Costa de Caparica
| Partido                 | Partido                        | Votos  | %               | +/-  |
| ----------------------- | ------------------------------ | ------ | --------------- | ---- |
|                         | Partido Socialista             | 1 975  | 35,28 / 100,00  | 4,61 |
|                         | Coligação Democrática Unitária | 1 168  | 20,86 / 100,00  | 3,73 |
|                         | PSD-CDS-A-MPT-PPM              | 995    | 17,77 / 100,00  | -    |
|                         | Bloco de Esquerda              | 431    | 7,70 / 100,00   | 0,95 |
|                         | CHEGA                          | 401    | 7,16 / 100,00   | Novo |
|                         | Pessoas–Animais–Natureza       | 247    | 4,41 / 100,00   | 1,36 |
|                         | Iniciativa Liberal             | 192    | 3,43 / 100,00   | Novo |
| Votos Inválidos         | Votos Inválidos                | 189    | 3,37 / 100,00   | 0,92 |
| Total                   | Total                          | 5 598  | 100,00 / 100,00 |      |
| Eleitorado/Participação | Eleitorado/Participação        | 12 353 | 45,32 / 100,00  | 0,42 |

#### Laranjeiro e Feijó
| Partido                 | Partido                        | Votos  | %               | +/-  |
| ----------------------- | ------------------------------ | ------ | --------------- | ---- |
|                         | Coligação Democrática Unitária | 4 915  | 33,90 / 100,00  | 1,00 |
|                         | Partido Socialista             | 4 875  | 33,62 / 100,00  | 4,39 |
|                         | PSD-CDS-A-MPT-PPM              | 1 316  | 9,08 / 100,00   | -    |
|                         | Bloco de Esquerda              | 1 195  | 8,24 / 100,00   | 3,48 |
|                         | CHEGA                          | 999    | 6,89 / 100,00   | Novo |
|                         | Pessoas–Animais–Natureza       | 451    | 3,11 / 100,00   | 1,42 |
|                         | Iniciativa Liberal             | 275    | 1,90 / 100,00   | Novo |
| Votos Inválidos         | Votos Inválidos                | 473    | 3,26 / 100,00   | 2,18 |
| Total                   | Total                          | 14 499 | 100,00 / 100,00 |      |
| Eleitorado/Participação | Eleitorado/Participação        | 34 423 | 42,12 / 100,00  | 1,46 |

### Juntas de Freguesia

#### Almada, Cova da Piedade, Pragal e Cacilhas
| Partido                 | Partido                        | Votos  | %               | +/-  | Mandatos | +/-     |
| ----------------------- | ------------------------------ | ------ | --------------- | ---- | -------- | ------- |
|                         | Partido Socialista             | 7 405  | 34,34 / 100,00  | 5,46 | 8 / 21   | 1       |
|                         | Coligação Democrática Unitária | 7 331  | 33,99 / 100,00  | 0,34 | 8 / 21   | Estável |
|                         | PSD-CDS-A-MPT-PPM              | 2 538  | 11,77 / 100,00  | -    | 2 / 21   | -       |
|                         | Bloco de Esquerda              | 2 142  | 9,93 / 100,00   | 3,79 | 2 / 21   | 1       |
|                         | CHEGA                          | 983    | 4,56 / 100,00   | Novo | 1 / 21   | Novo    |
|                         | Iniciativa Liberal             | 482    | 2,23 / 100,00   | Novo | 0 / 21   | Novo    |
| Votos Inválidos         | Votos Inválidos                | 685    | 3,18 / 100,00   | 2,40 |          |         |
| Total                   | Total                          | 21 566 | 100,00 / 100,00 |      | 21 / 21  |         |
| Eleitorado/Participação | Eleitorado/Participação        | 43 177 | 49,95 / 100,00  | 2,84 |          |         |

#### Caparica e Trafaria
| Partido                 | Partido                        | Votos  | %               | +/-  | Mandatos | +/-  |
| ----------------------- | ------------------------------ | ------ | --------------- | ---- | -------- | ---- |
|                         | Partido Socialista             | 3 369  | 37,40 / 100,00  | 3,56 | 8 / 19   | 1    |
|                         | Coligação Democrática Unitária | 2 940  | 32,64 / 100,00  | 1,48 | 7 / 19   | 1    |
|                         | PSD-CDS-A-MPT-PPM              | 899    | 9,98 / 100,00   | -    | 2 / 19   | -    |
|                         | Bloco de Esquerda              | 650    | 7,22 / 100,00   | 3,53 | 1 / 19   | 1    |
|                         | CHEGA                          | 616    | 6,84 / 100,00   | Novo | 1 / 19   | Novo |
|                         | Iniciativa Liberal             | 177    | 1,97 / 100,00   | Novo | 0 / 19   | Novo |
| Votos Inválidos         | Votos Inválidos                | 356    | 3,95 / 100,00   | 1,88 |          |      |
| Total                   | Total                          | 9 007  | 100,00 / 100,00 |      | 19 / 19  |      |
| Eleitorado/Participação | Eleitorado/Participação        | 22 158 | 40,65 / 100,00  | 1,41 |          |      |

#### Charneca de Caparica e Sobreda
| Partido                 | Partido                        | Votos  | %               | +/-  | Mandatos | +/-     |
| ----------------------- | ------------------------------ | ------ | --------------- | ---- | -------- | ------- |
|                         | Partido Socialista             | 8 731  | 43,49 / 100,00  | 6,84 | 9 / 19   | 1       |
|                         | Coligação Democrática Unitária | 4 426  | 22,05 / 100,00  | 2,89 | 5 / 19   | Estável |
|                         | PSD-CDS-A-MPT-PPM              | 2 975  | 14,82 / 100,00  | -    | 3 / 19   | -       |
|                         | Bloco de Esquerda              | 1 363  | 6,79 / 100,00   | 2,64 | 1 / 19   | 1       |
|                         | CHEGA                          | 1 172  | 5,84 / 100,00   | Novo | 1 / 19   | Novo    |
|                         | Iniciativa Liberal             | 689    | 3,43 / 100,00   | Novo | 0 / 19   | Novo    |
| Votos Inválidos         | Votos Inválidos                | 718    | 3,58 / 100,00   | 2,70 |          |         |
| Total                   | Total                          | 20 074 | 100,00 / 100,00 |      | 19 / 19  |         |
| Eleitorado/Participação | Eleitorado/Participação        | 39 842 | 50,38 / 100,00  | 3,84 |          |         |

#### Costa de Caparica
| Partido                 | Partido                        | Votos  | %               | +/-   | Mandatos | +/-     |
| ----------------------- | ------------------------------ | ------ | --------------- | ----- | -------- | ------- |
|                         | Partido Socialista             | 2 191  | 38,85 / 100,00  | 12,09 | 6 / 13   | 2       |
|                         | PSD-CDS-A-MPT-PPM              | 1 199  | 21,26 / 100,00  | -     | 3 / 13   | -       |
|                         | Coligação Democrática Unitária | 1 037  | 18,39 / 100,00  | 4,61  | 2 / 13   | Estável |
|                         | Bloco de Esquerda              | 453    | 8,03 / 100,00   | 0,76  | 1 / 13   | Estável |
|                         | CHEGA                          | 369    | 6,54 / 100,00   | Novo  | 1 / 13   | Novo    |
|                         | Iniciativa Liberal             | 182    | 3,23 / 100,00   | Novo  | 0 / 13   | Novo    |
| Votos Inválidos         | Votos Inválidos                | 208    | 3,69 / 100,00   | 0,27  |          |         |
| Total                   | Total                          | 5 639  | 100,00 / 100,00 |       | 13 / 13  |         |
| Eleitorado/Participação | Eleitorado/Participação        | 12 353 | 45,65 / 100,00  | 0,12  |          |         |

#### Laranjeiro e Feijó
| Partido                 | Partido                        | Votos  | %               | +/-  | Mandatos | +/-     |
| ----------------------- | ------------------------------ | ------ | --------------- | ---- | -------- | ------- |
|                         | Coligação Democrática Unitária | 5 310  | 36,54 / 100,00  | 0,68 | 8 / 19   | Estável |
|                         | Partido Socialista             | 4 880  | 33,58 / 100,00  | 3,93 | 7 / 19   | Estável |
|                         | PSD-CDS-A-MPT-PPM              | 1 314  | 9,04 / 100,00   | -    | 2 / 19   | -       |
|                         | Bloco de Esquerda              | 1 209  | 8,32 / 100,00   | 4,14 | 1 / 19   | 1       |
|                         | CHEGA                          | 1 008  | 6,94 / 100,00   | Novo | 1 / 19   | Novo    |
|                         | Iniciativa Liberal             | 302    | 2,08 / 100,00   | Novo | 0 / 19   | Novo    |
| Votos Inválidos         | Votos Inválidos                | 508    | 3,50 / 100,00   | 2,67 |          |         |
| Total                   | Total                          | 14 531 | 100,00 / 100,00 |      | 19 / 19  |         |
| Eleitorado/Participação | Eleitorado/Participação        | 34 423 | 42,21 / 100,00  | 1,55 |          |         |

| Freguesia                                  | 2017-2021 | 2017-2021                      | 2017-2021      | 2021-2025 | 2021-2025                      | 2021-2025      |
| ------------------------------------------ | --------- | ------------------------------ | -------------- | --------- | ------------------------------ | -------------- |
| Almada, Cova da Piedade, Pragal e Cacilhas |           | Coligação Democrática Unitária | 34,33 / 100,00 |           | Partido Socialista             | 34,34 / 100,00 |
| Caparica e Trafaria                        |           | Coligação Democrática Unitária | 34,12 / 100,00 |           | Partido Socialista             | 37,40 / 100,00 |
| Charneca de Caparica e Sobreda             |           | Partido Socialista             | 36,65 / 100,00 |           | Partido Socialista             | 43,49 / 100,00 |
| Costa de Caparica                          |           | Partido Socialista             | 50,94 / 100,00 |           | Partido Socialista             | 38,85 / 100,00 |
| Laranjeiro e Feijó                         |           | Coligação Democrática Unitária | 37,22 / 100,00 |           | Coligação Democrática Unitária | 36,54 / 100,00 |